# Pterolophia bilatevittata
Pterolophia bilatevittata là một loài bọ cánh cứng trong họ Cerambycidae.